# Edessalo
Edessalo är en ganska stor ö i mellersta delen av Päijänne i Finland. Den ligger i kommunen Jämsä i den ekonomiska regionen  Jämsä  och landskapet Mellersta Finland, i den södra delen av landet, 170 km norr om huvudstaden Helsingfors. Öns area är 6,74 kvadratkilometer och dess största längd är 4,1 kilometer i öst-västlig riktning.